# Aniela Salawa
Blahoslavená Aniela Salawa (9. září 1881, Siepraw – 12. března 1922, Krakov) byla polská františkánská terciářka, služka a mystička. Posmrtně byl vydán její Deník. Katolická církev ji uctívá jako blahoslavenou.

## Život
Narodila se ve vesnici Siepraw u Krakova dne 9. září 1881 v početné rodině kováře Bartłomieje Salawy a Ewy rozené Bochenekové, dcery pekaře. O čtyři dny později, 13. září byla pokřtěna ve farním kostele sv. Michaela archanděla ve Sieprawi.
V dětství byla často nemocná. Již od mala byla svými rodiči vedena k víře. Školu navštěvovala jen dva roky, poté pomáhala rodičům na farmě a následně odjela pracovat do Krakova. Od roku 1897 pracovala jako domácí služka, kdy sloužila v několika domech v Krakově.
25. ledna 1899 jí zemřela její sestra Terezie. Tato událost Anielu hodně změnila, začala věnovat hodně času modlitbě a rozjímání . Navštěvovala bohoslužby u redemptoristů, kde se starala o výzdobu kostelů.
V 18 letech složila slib čistoty. 27. února 1900 vstoupila do Spolku katolických služebníků v Krakově a s tímto spolkem spolupracovala až do konce svého života. Každý den chodila do kostela na svaté přijímání a velmi často chodila na adoraci. Dne 15. května 1912 zahájila noviciát u třetího františkánského řádu.
Během první světové války (1914–1915) pomáhala zraněným vojákům a válečným zajatcům. Podporovala chudé almužnou. Během této doby se její zdravotní stav zhoršil a vyvinula se u ní roztroušená skleróza, později rakovina žaludku a tuberkulóza. 7. října 1920 se vydala na pouť do Čenstochové do kláštera Jasná Hora. Ke konci svého života se u ní projevoval dar jasnovidectví.
Zemřela 12. března 1922 v nemocnici v Krakově.

## Beatifikace
Papež sv. Jan Pavel II. ji 13. srpna 1991 blahořečil. V češtině se lze setkat s počeštěním jejího jména na Anděla.

## Odkazy

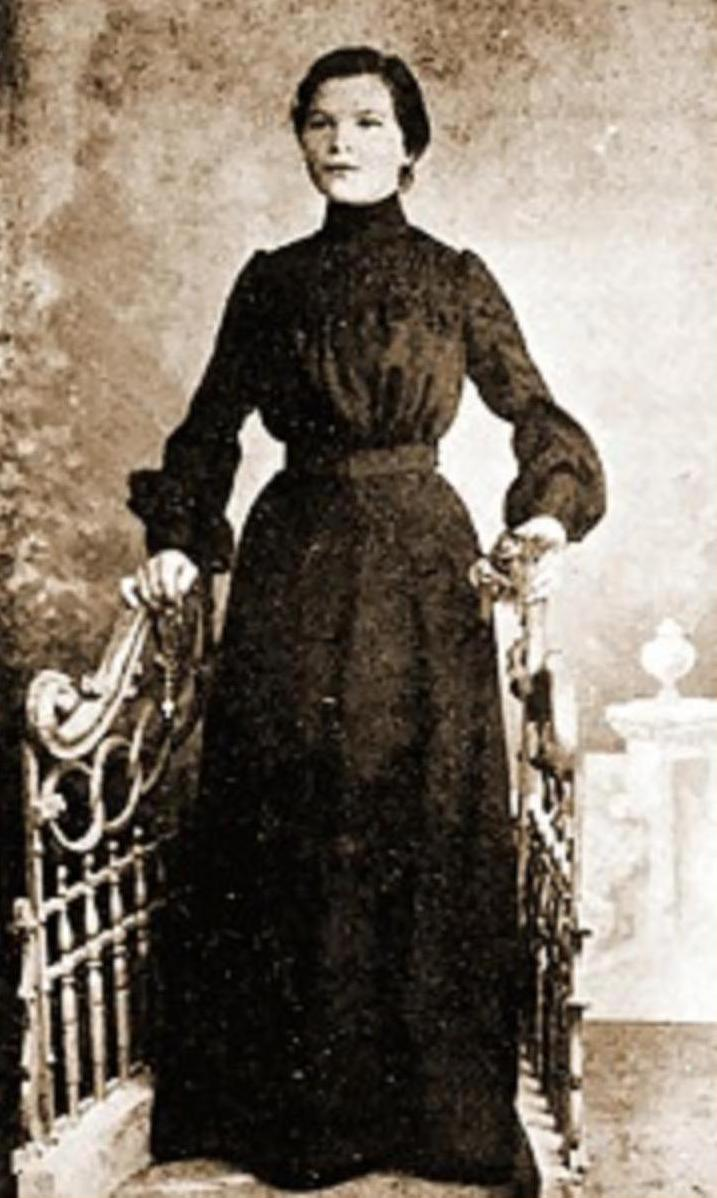
Fotografie